# Shīb Derāz
Shīb Derāz (persiska: شيب دراز) är en ort i Iran.   Den ligger i provinsen Hormozgan, i den södra delen av landet, 1 100 km söder om huvudstaden Teheran. Shīb Derāz ligger 5 meter över havet och antalet invånare är 461.
Terrängen runt Shīb Derāz är platt. Havet är nära Shīb Derāz åt sydost.  Närmaste större samhälle är Sooza, 16,7 km nordost om Shīb Derāz. 